# باربارا کروگ
باربارا کروگ (آلمانی: Barbara Krug؛ زادهٔ ۶ مهٔ ۱۹۵۶) دونده سرعت زن اهل آلمان بود.